# Preobrázhenskoye (Adiguesia)
Preobrázhenskoye (del ruso: Преображенское) es un pueblo (selo) del raión de Krasnogvardéiskoye en la república de Adiguesia de Rusia. Está situado 5 km al sur de Krasnogvardéiskoye y 65 km al noroeste de Maikop, la capital de la república. Tenía 1 386 habitantes en 2010
Pertenece al municipio de Béloye.

## Historia
La localidad fue fundada en 1911. Entre 1924 y 1929 fue centro administrativo del raión de Preobrazhénskoye del Óblast Autónomo Adigué.